# Venzo Vannini
Venzo Vannini (Bologna, 17 ottobre 1914 – Bologna, 2 novembre 1998) è stato un cestista e allenatore di pallacanestro italiano.
È il virtussino col maggior numero di campionati disputati, ben 20, dal 1932 al 1952 (i campionati del 1944 e del 1945 non si disputarono per gli eventi bellici), quando terminò la carriera da giocatore /allenatore.

## Carriera nei club
Detto "il Capitano", fu il fondatore della sezione pallacanestro (detta ancora "palla al cesto") della S.E.F. Virtus che si iscrisse in Prima Divisione nel 1934, e il primo capitano. Conseguì subito la promozione nel 1935.
Per 13 anni ricoprì la carica di capitano per l'autorevolezza e l'atteggiamento volitivo che ne fecero il più temuto difensore dei suoi anni e valsero a lui e alla squadra i 4 scudetti consecutivi del dopoguerra. La grande maturità sul campo e nella vita gli valsero inoltre la stima e il seguito dei compagni, mentre la serietà e la disponibilità verso i più giovani costituirono un punto di riferimento per la crescita della generazione futura, che diede tanti campioni: quali gli Olimpionici Luigi Rapini, Sergio Ferriani, Enzo Ranuzzi e Gianfranco Bersani, nonché Carlo Negroni, Dario e Dino Zucchi.
Nella stagione 1951-52 allenò la squadra virtussina con 17 vittorie in 22 incontri.

## Carriera in nazionale
Nazionale dal 1939 e capitano della squadra, vi militò per nove anni guidando gli azzurri al 6º posto degli Europei di Kaunas del 1939 e alla medaglia d'argento agli Europei di Ginevra del 1946. In quest'ultimo caso venne inserito nel quintetto ideale dei Campionati, con l'eterno amico Giancarlo Marinelli.

## Dopo il ritiro
Dopo il suo ritiro nel 1953 ricoprì continuativamente la carica di consigliere societario sino alla fondazione della Virtus Pallacanestro S.p.a. nel 1970.
Morì nel 1998 nella natia Bologna.

## Palmarès

### Giocatore
- Campionato italiano: 4

Virtus Bologna: 1945-46, 1946-47, 1947-48, 1948-49